# Jakobsberg
Jakobsberg è una città della Svezia, capoluogo del comune di Järfälla, nella contea di Stoccolma.